# Ceroplophana malaysiana
Ceroplophana malaysiana är en skalbaggsart. Ceroplophana malaysiana ingår i släktet Ceroplophana och familjen Rutelidae.

## Underarter
Arten delas in i följande underarter:
- C. m. malaysiana
- C. m. nobuyukii